# 羅莎筆螺
羅莎筆螺（学名：Nebularia rosacea）为筆螺科圓筆螺屬下的一个种。